# Vorona (Botoșani)
Pour les articles homonymes, voir Vorona.
Vorona est une commune du județ de Botoșani en Roumanie.